# Steffen Mathes
Steffen Mathes (* 4. September 1987 in Heppenheim; † 27. September 2020) war ein deutscher Jazzmusiker (Trompete, Flügelhorn), dessen Spiel durch „Transparenz und tänzerische Eleganz“ auffiel.

## Leben und Wirken

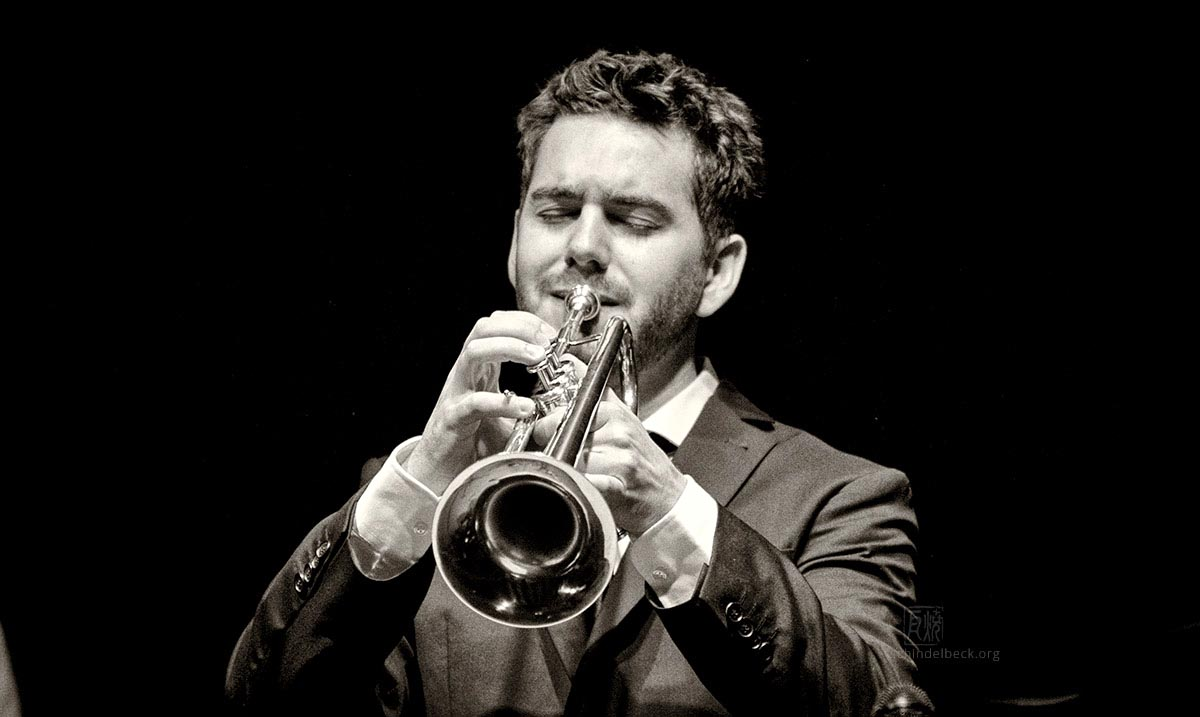
Steffen Mathes

Mathes, der bereits mit vier Jahren erstmals in eine Trompete blasen durfte, erhielt mit sieben Jahren  Trompetenunterricht an der Musikschule seiner Heimatstadt; später kam noch Klavierunterricht hinzu. Zweimal gewann er beim Landeswettbewerb Jugend jazzt in der Solowertung. Zwischen 2008 und 2012 absolvierte er das Bachelorstudium Jazz und Popularmusik an der Staatlichen Hochschule für Musik und Darstellende Kunst Mannheim bei Stephan Zimmermann. Parallel dazu war er Mitglied im Landesjugendjazzorchester Hessen unter Leitung von Wolfgang Diefenbach, mit dem er auch in Südamerika und im Nahen Osten auftrat; dem Bundesjazzorchester gehörte er von 2010 bis 2012 an. 
Seit 2010 gehörte Mathes zur Stammbesetzung der Tobias Becker Bigband, mit der er mehrere Alben veröffentlichte, zuletzt 2019 Sketches of a Dream; deren CD Livestream kam 2013 auf die Bestenliste beim Preis der Deutschen Schallplattenkritik. Im selben Jahr gründete er sein eigenes „Steffen Mathes Quartett“, das unterschiedliche Programme vorstellte. Daneben leitete er auch die New Orleans Originals und gehörte zur Mannheimer Bigband Kicks & Sticks und zur Frankfurt Jazz Bigband unter Leitung von Wilson de Oliveira. Weiterhin war er in verschiedenen Coverbands und der Show Sweet Soul Music Revue aktiv, gehörte zum Begleitensemble verschiedener Musicals und war als Trompetenlehrer tätig. Er ist auch auf den Alben A Tribute to Kenny Napper des Landesjugendjazzorchester Hessen, City Grooves von Maria Baptist mit dem BuJazzO und Password: I Love Jazz von Gee Hye Lee zu hören.